# Alsenz (Nahe)
Die Alsenz ist ein 49,9 km langer, rechter Nebenfluss der Nahe in Rheinland-Pfalz.

## Geographie

### Verlauf
Die Alsenz entspringt am Nordrand des zum Naturpark Pfälzerwald gehörenden Diemersteiner Waldes. Die Quelle liegt im Landkreis Kaiserslautern auf einer Höhe von 292 m ü. NHN im Alsenborner Becken innerhalb des Ortsteils Alsenborn. Von dort aus fließt die Alsenz überwiegend in nördliche Richtung durch das Nordpfälzer Bergland. 
An ihrem Lauf liegen die Ortschaften Münchweiler, Winnweiler (hier mündet der Lohnsbach), Schweisweiler, Imsweiler (hier mündet der  Moschelbach), Rockenhausen, Dielkirchen, Bayerfeld-Steckweiler, Mannweiler-Cölln, Oberndorf, nach Alsenz. Unterhalb von Alsenz mündet die Moschel. Über Hochstätten und Altenbamberg fließt die Alsenz weiter nach Ebernburg, wo sie auf 110 m ü. NHN von rechts in die Nahe mündet.
Die Alsenz überwindet auf ihrem 49,9 km langen Weg einen Höhenunterschied von 182 m, was einem mittleren Sohlgefälle von 3,6 ‰ entspricht. Sie entwässert ein 327,668 km² großes Einzugsgebiet über Nahe und Rhein zur Nordsee.

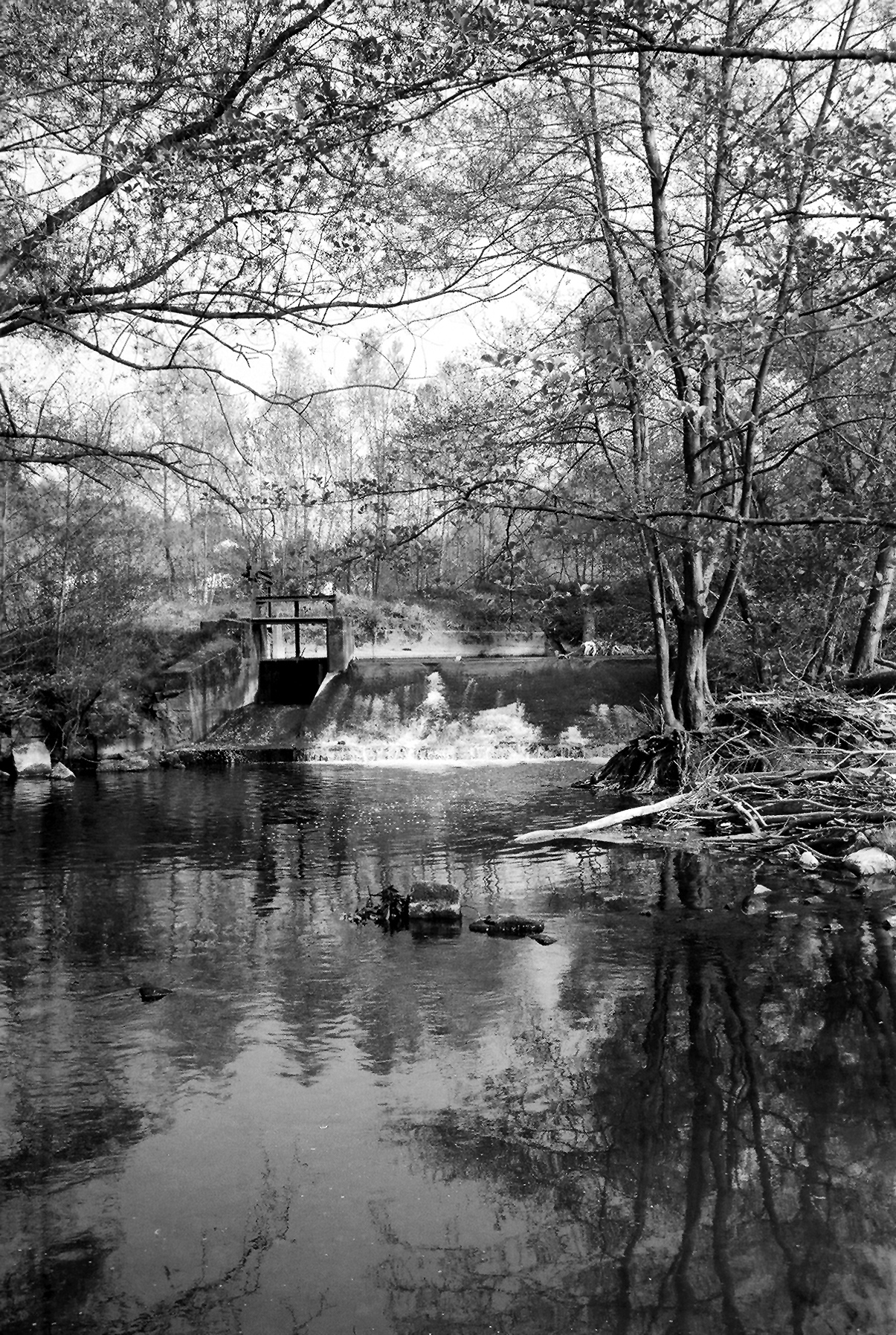
Alsenz-Wehr zwischen Mannweiler und Cölln
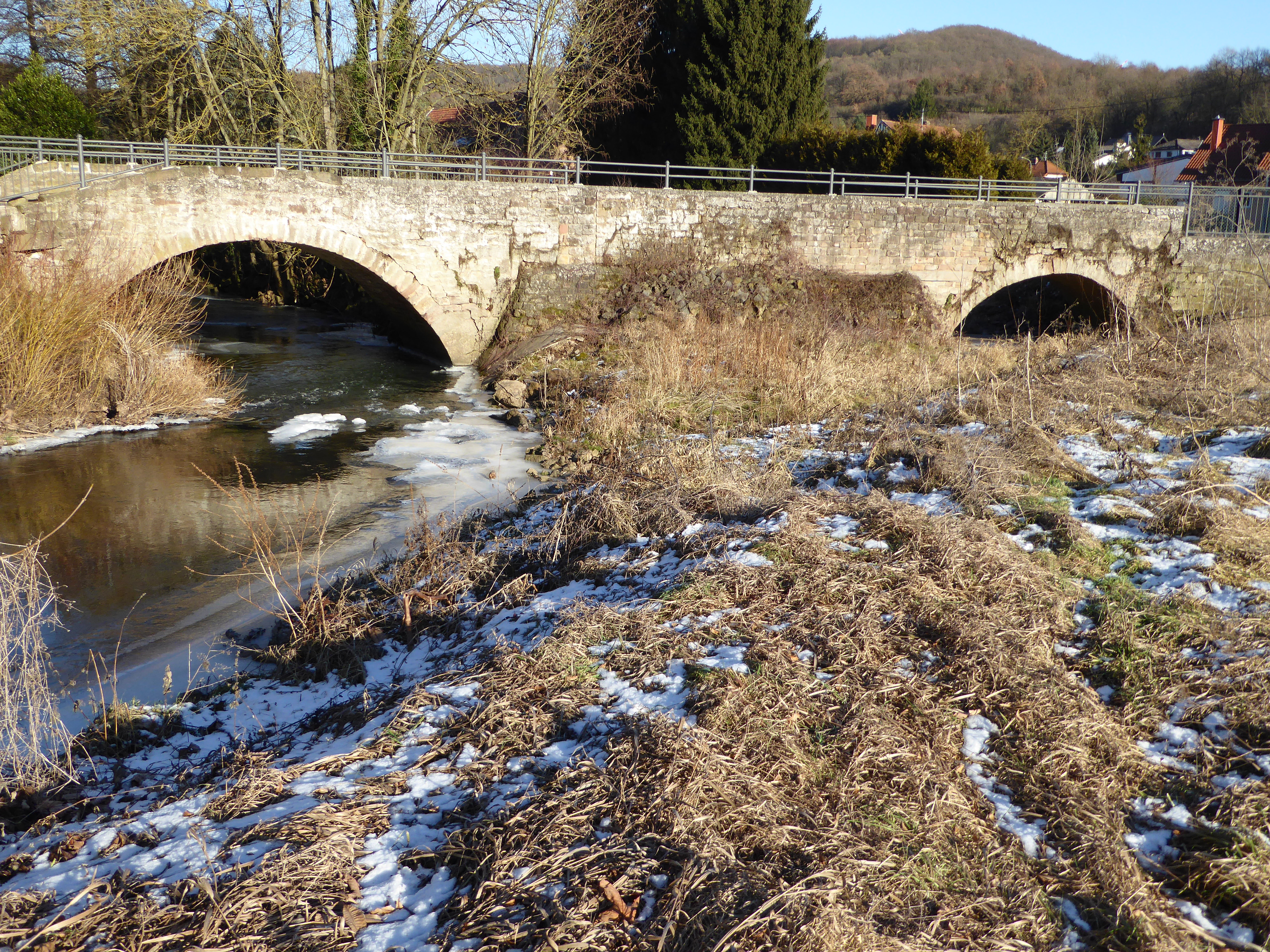
Brücke über Alsenz und Mühlgraben in Hochstätten

### Nebenflüsse
Mit einem Einzugsgebiet von 65,997 km² ist die 20,4 km lange Moschel der wasserreichste Nebenfluss der Alsenz. Sie hat damit einen Anteil von 20 % am Einzugsgebiet der Alsenz. Weitere nennenswerte Nebenflüsse sind Moschelbach und Lohnsbach, deren Einzugsgebiete, bezogen auf die Flusslänge von rund 8,5 km, mit 37,329 bzw. 35,324 km² eine beachtliche Größe aufweisen.
Im Folgenden werden die Nebenflüsse der Alsenz in der Reihenfolge von der Quelle zur Mündung genannt, die von der Wasserwirtschaftsverwaltung Rheinland-Pfalz geführt werden. Angegeben ist jeweils die orografische Lage der Mündung, die Länge, die Größe des Einzugsgebiets, die Höhenlage der Mündung und die Gewässerkennzahl. Zur leichteren Lesbarkeit der letzten wurde in sie hinter dem allen Zuflüssen der Alsenz gemeinsamen Präfix ein Trenner (-) eingefügt.
| Name                | Lage   | Länge [km] | EZG [km²] | Mündungshöhe [m ü. NHN] | GKZ       |
| ------------------- | ------ | ---------- | --------- | ----------------------- | --------- |
| Metzwiesengraben    | rechts | 01,1       | 02,998    | 286                     | 2548-112  |
| Hasselbrunnengraben | links  | 03,3       | 05,095    | 272                     | 2548-12   |
| Schwarzbach         | links  | 03,5       | 09,073    | 270                     | 2548-14   |
| Klosterbach         | links  | 00,6       | 00,487    | 263                     | 2548-152  |
| Hemsbach            | rechts | 04,5       | 11,654    | 259                     | 2548-16   |
| Stinkentalbach      | links  | 01,1       | 01,674    | 257                     | 2548-172  |
| Neumühlenbach       | links  | 01,2       | 01,322    | 250                     | 2548-174  |
| Münchweiler Bach    | links  | 01,2       | 00,993    | 246                     | 2548-176  |
| Gonbach             | rechts | 03,4       | 10,268    | 242                     | 2548-18   |
| Lohnsbach           | links  | 08,7       | 35,324    | 242                     | 2548-2    |
| Steinbach           | links  | 01,8       | 01,602    | 229                     | 2548-32   |
| Imsbach             | rechts | 05,6       | 14,469    | 227                     | 2548-4    |
| Zillbach            | links  | 01,7       | 01,687    | 224                     | 2548-52   |
| Hallergraben        | links  | 01,7       | 01,320    | 220                     | 2548-54   |
| Moschelbach         | links  | 08,6       | 37,329    | 208                     | 2548-6    |
| Dörnbach            | links  | 05,3       | 08,283    | 207                     | 2548-712  |
| Degenbach           | rechts | 02,4       | 03,348    | 202                     | 2548-72   |
| Schelmesbach        | links  | 02,1       | 02,336    | 194                     | 2548-732  |
| Langwaldbach        | rechts | 03,1       | 05,253    | 193                     | 2548-74   |
| Dörnbach            | rechts | 01,5       | 01,097    | 193                     | 2548-7512 |
| Katzenbach          | links  | 02,7       | 04,368    | 189                     | 2548-752  |
| Erbsengraben        | rechts | 02,5       | 02,780    | 189                     | 2548-754  |
| Steinmannsgraben    | links  | 01,4       | 01,072    | 186                     | 2548-756  |
| Binsengraben        | rechts | 02,0       | 04,109    | 181                     | 2548-76   |
| Giebelsbach         | rechts | 01,4       | 01,726    | 177                     | 2548-772  |
| Kallenbach          | links  | 01,5       | 01,623    | 170                     | 2548-774  |
| Weidelbach          | links  | 01,4       | 00,958    | 166                     | 2548-776  |
| Morsbach            | rechts | 03,7       | 06,467    | 158                     | 2548-78   |
| Talergraben         | rechts | 02,1       | 03,936    | 151                     | 2548-792  |
| Moschel             | links  | 20,4       | 65,997    | 145                     | 2548-8    |
| Ohlbach             | rechts | 03,4       | 05,316    | 148                     | 2548-92   |
| Leischbach          | rechts | 03,3       | 04,549    | 133                     | 2548-94   |
| Eilbach             | rechts | 03,0       | 04,430    | 126                     | 2548-96   |

## Wassereigenschaften
Die Alsenz ist ein feinmaterialreicher, karbonatischer Mittelgebirgsbach. Ihre Gewässerstruktur ist oberhalb der Ortsgemeinde Alsenz bis auf wenige Abschnitte stark bis vollständig verändert. Im Unterlauf ist die Struktur etwas besser und wird bis auf die Ortslagen meist nur mit mäßig bis deutlich verändert angegeben. Die Gewässergüte wird durchgehend als mäßig belastet eingestuft (Güteklasse II, Stand 2005).

## Weinbau
Eine lange Tradition besitzt der Weinbau an der Alsenz. Auch heute gibt es u. a. in Obermoschel, Mannweiler-Cölln, Altenbamberg, Steckweiler, Hochstätten und Steingruben noch einige Winzer. Die Reben stehen überwiegend auf Steillagen bis zu 60°. Die Weinberge gehören, obwohl sie in der Pfalz liegen, zum Anbaugebiet Nahe. Die Deutsche Weinkönigin 1966/67 sowie die Naheweinköniginnen 1984/85 und 1996/97 stammen aus Hochstätten.